# Літопис руський
«Літопис руський» — український переклад Іпатського літопису. Виданий 1989 року в Києві, у видавництві Дніпро. Перекладач і упорядник покажчиків, таблиць і карт — Леонід Махновець. Відповідальний редактор — Олекса Мишанич. Складається з «Повісті минулих літ», Київського літопису та Галицько-Волинського літопису. Переклад літопису з додатком творів Володимира Мономаха українською мовою здійснено вперше. Книга містить іменний і географічний покажчики, списки князів і митрополитів, генеалогічні таблиці.

## Видання
- Літопис руський / Пер. з давньорус. Л. Є. Махновця; Відп. ред. О.  В. Мишанич. —— К.: Дніпро, 1989. — 591 с. — ISBN 5-308-00052-2.